# Ivar Hallström
Ivar Hallström (Stockholm, 5 juni 1826 – aldaar, 11 april 1901) was een Zweeds componist, pianist en zangpedagoog. Voor zover hij al herinnerd wordt, wordt hij voornamelijk in verband gebracht met opera's. Hij werd gezien als de 'godfather' van de opera in Zweden, maar al zijn werk behoorde lange tijd tot het vergeten repertoire.

## Biografie
Ivar Hallström werd geboren binnen het gezin van bankcommissaris Paul Frederik Hallström en Anna Maria Casparsson. Hij was verre familie van bisschop Carl Hallström.
Hij werd in eerste instantie opgeleid tot pianist. Als componist is hij echter autodidact. Hij studeerde wel rechten aan de Universiteit van Uppsala en ontmoette prins Gustaaf van Zweden, die hij hielp met muziek. In 1852 wendde hij zich totaal aan muziek, maar in 1853 werd hij benoemd tot bibliothecaris onder prins/koning Oscar II van Zweden, die hem op zijn beurt weer stimuleerde als operacomponist. Zijn uitgaven als pianodocent werden goed ontvangen. Van 1861 tot 1872 was hij het hoofd van een muziekinstituut, dat daarvoor werd geleid door Adolf Fredrik Lindblad. In 1864 ontving hij de Zweedse koninklijke onderscheiding Litteris et Artibus.
Van 1881 tot 1885 was hij zanginstructeur bij de Kungliga operan. Hij leidde onder anderen Arvid Ödmann op. In 1861 werd hij lid van de Kungliga Musikaliska Akademien en in 1881 van Kungliga Vetenskaps- och Vitterhetssamhället i Göteborg. Hij was inmiddels professor.
Zijn opera's werden soms geschreven met als librettist Frans Hedberg, andere waren gebaseerd op Franse libretto's. De muziek was vaak in oorsprong terug te vinden in de Zweedse volksmuziek. Zijn opera's zijn licht van structuur en enigszins humoristisch. Er is een tiental opera's van hem bewaard gebleven. Hertig Magnus och sjöjungfrun uit 1867 wordt beschouwd als de eerste echt Zweedse opera.

## Werken (selectie)
- Blommornas undran 1860) (cantate); onder andere uitgevoerd op 11 maart 1871 in Oslo
- Hertig Magnus och sjöjungfrun (Hertog Magnus en de meermin) (1867) – romantische operette (1867) (opname verkrijgbaar)
- Den förtrollade katten (1869),
- Stolts Elisif (1870)
- Mjölnarvargen (1871)
- En dröm (Een droom)(1871) ballet in een akte (opname verkrijgbaar)
- Den bergtagna (De bruid van de bergkoning) (1874)– romantische opera (opname verkrijgbaar)
- Ett äfventyr i Skottland (Een avontuur in Schotland)(1875)- ballet in twee akten (opname verkrijgbaar)
- Vikingarne (De vikingen) (1877)– romantische opera
- Herr Hjalmar och skön Ingrid, tekst van Oscar II
- Uppsala hämnd (1878)
- Silverringen (1880),
- Melusine (1882) ballet
- Jaguarita (1884),
- Sonnenkid (1884)
- Neaga (1885) - opera
- Aristoteles (1886)
- Per Svinaherde (1887).(sprookje)
- Granadas dotter (1892) (opera)
- Skaldens hämnd (1894)
- Liten Karin (1897) (opera)
- Kunglig jubileumskantat (1897) op tekst van Carl Snoilsky voor sopraan, alt, tenor, bas, koor en orkest
- Kantat vid Kungliga teaterns invigning 1898 (waarschijnlijk enige uitvoering op 19 september 1898)
- Sfinxen (1898)
- Hin ondes snaror (1900)(opera)
- Talloze liederen, waaronder 
  - Dryckevisa (drankliedje)
  - Ensamhet (tekst: Zacharis Topelius)
  - Im wunderschönen monat Mai (tekst Heinrich Heine)
  - Dof, oroliga hjerta (tekst: Johan Ludvig Runeberg)
  - Svarte svanor (tekst: Carl Snoilsky)
  - Und wußten die Blumen, die kleinen (tekst: Heinrich Heine)

- Bibsys: 97019782
- Bibliothèque nationale de France: cb14050318n (data)
- Gemeinsame Normdatei: 116412895
- International Standard Name Identifier: 0000 0000 8084 7439
- Library of Congress Control Number: n84130323
- MusicBrainz: 3e2557b4-2987-4195-800d-2a283e0042b6
- Nationale Bibliotheek van Tsjechië: mzk2014802678
- Nationale Bibliotheek van Israël: 987007324517705171
- Nederlandse Thesaurus van Auteursnamen: 150693249
- LIBRIS: 214907
- Système universitaire de documentation: 22742428X
- Virtual International Authority File: 5134431
- WorldCat: E39PBJfcKBrCfhG9TRx3vyCqQq